# Shinsekai
Shinsekai (新世界) és un barri i zona del districte de Naniwa, a la ciutat d'Osaka, al Japó. Es tracta d'una zona d'esplai, amb nombrosos establiments de restauració i atraccions turístiques com la torre Tsūtenkaku. El nom de Shinsekai vol dir "Nou Món", traduït al català.

## Geografia
La zona de Shinsekai es troba a la meitat sud (Minami) de la ciutat d'Osaka i, en concret, al sud del districte de Naniwa, prop dels límits amb els districtes de Nishinari, Tennōji i Abeno. Shinsekai és un barri cèntric i ben connectat, tot i no estar prop del veritable centre de la ciutat, que es troba al nord, per la zona d'Umeda. Shinsekai també es troba a prop del barri de Nipponbashi o Den Den Town, una altra zona de comerç i esplai, coneguda com l'Akihabara d'Osaka. El centre del barri és la torre Tsūtenkaku i el carrec comercial que condueix fins aquesta. Shinsekai també es troba molt a prop dels barris de Tobita Shinchi i Airin.

## Història

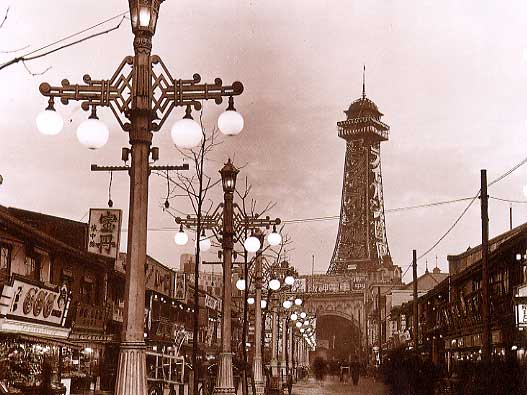
El barri a la dècada de 1910 amb la Tsutenkaku de fons.

El barri de Shinsekai fou fundat a principis del segle xx, amb l'occidentalització del Japó i la construcció el 1912 de la famosa torre Tsutenkaku, la construcció més alta d'Àsia llavors. Per al disseny de la zona, els creador es van inspirar en la ciutat de París per a la part nord del barri i en Coney Island per a la zona sud. Amb la construcció de la torre i el parc d'atraccions Luna Park, que tancaria el 1923, la zona esdevingué ràpidament coneguda i popular, no només a Osaka, sinó al Japó. Amb l'arribada de la Segona Guerra Mundial al barri, igual que a la resta del país, la vida es va complicar. El 1943 la torre Tsutenkaku va patir un incendi, restant destruïda i poc després desmuntada per risc d'accidents. Passada la guerra, la zona es va convertir en sinònim de perill, amb grups de yakuzas i cinemes eròtics, a més de captaires. La zona, amb una imatge perjudicial difosa pels mitjans va entrar en gran decadència fins a principis del segle XXI. Amb l'arribada del nou segle i del turisme, la zona ha recuperat part de la seua antiga popularitat, convertint-se amb la nova Tsutenkaku, construïda el 1956, en una coneguda atracció turística, tant nacional com internacional.

## Transport
- Metro d'Osaka
- Companyia de Ferrocarrils del Japó Occidental
- Ferrocarril Elèctric Nankai
- Tramvia Hankai